# Widerstandsgruppe Nehrling-Eberling
Die Widerstandsgruppe Nehrling-Eberling war eine Widerstandsgruppe von Sozialdemokraten aus Weimar. Sie agierte während der Zeit des Nationalsozialismus. Die Gruppe wurde um das Jahr 1933 von Kurt Nehrling gegründet. Durch die Zerschlagung des Widerstandsnetzes „Neu Beginnen“ kam die Gestapo der Widerstandsgruppe sehr nahe. Aufgrund der Inhaftierung einzelner Mitglieder, darunter des Gründers Nehrling, musste die Organisation kurzzeitig ihre Arbeit unterbrechen. Man geht davon aus, dass die Organisation bis zum Ende des Zweiten Weltkriegs 1945 bestand.

## Mitglieder
Zur Gründungszeit bestand die Gruppe hauptsächlich aus den im Westen von Weimar wohnenden jungen Mitgliedern der sozialdemokratischen Arbeiterjugend. Später traten auch andere ehemalige SPD-Mitglieder, wie Hans Eberling, der zweite spätere Leiter, in die Gruppe ein.
Kurt Nehrling koordinierte die Gruppe gemeinsam mit dem ehemaligen SPD-Unterbezirkssekretär Heinz Eberling. Sie stellten Kontakte zu anderen Widerstandsgruppen her und formten die Gruppe zu einem politischen Zirkel. Weitere Mitglieder der Gruppe waren Cläre Adler, Heinz Adler, Willy Hüttenrauch, Erna Hüttenrauch, Martin Seifert, Ilse Seifert, Helmut Reichelt, Karl Köth, Erna Köth, Hans Hellmich sowie Herbert Skubatz und Margarete Schwarz.
Nehrling wurde 1942 wegen "wehrkraftzersetzender" Äußerungen verhaftet und am 22. Dezember 1943 im KZ Dachau ermordet. Vor seiner ehemaligen Wohnung in der Eckenerstraße 1 in Weimar wurde zum Gedenken an ihn 2008 ein Stolperstein gesetzt.

## Aktionen und Motive
Als erster regelmäßiger Treffpunkt diente kurz nach der Machtergreifung durch die NSDAP ein neueröffnetes Wäschegeschäft Kurt Nehrlings. Dieser war zuvor im öffentlichen Dienst tätig gewesen und dann durch die NS-Regierung aus politischen Gründen faktisch in den einstweiligen Ruhestand versetzt worden. Später traf sich die Gruppe meist in den Wohnungen einzelner Mitglieder, auf Gartenfesten oder der Landstraße. Bei Letzterem wurde eine Fahrradpanne vorgetäuscht. Mit dem Austausch der Reifen wurden Zettel weitergegeben, welche dort versteckt waren. Dies galt als ein sehr beliebtes Verfahren zur unauffälligen Kommunikation der Mitglieder im Alltag. Wie Cläre Adler später berichtete, besaß die SPD zudem eine selbst eingerichtete Druckerei in Erfurt. Hier wurde eine eigene illegale Zeitung erstellt. Außerdem wurde ein Kurierdienst eingerichtet, dessen Hauptstelle sich in Ronneburg befunden haben soll.
In der Gruppe wurden Diskussionen geführt, illegales Material erstellt und getauscht. Zur Zeit des Totalen Kriegs, in der zunehmend Juden auch in Weimar in Betrieben arbeiteten, unterstützten sie Zwangsarbeiter (wie Cläre Adler in einem Bericht erwähnt).

## Kontakte
Außenkontakte galten damals als sehr gefährlich. Trotzdem bestand eine Verbindung zu Gruppen von Sozialdemokraten in Berlin, Erfurt, Wien, Leipzig, Nordhausen, Gera und Koblenz. Kurt Nehrling und Heinz Eberling konnte man ebenfalls den Kontakt zu Jakob Greidiger, Franz Petrich, Johannes Kleinspehn sowie August Frölich und Hermann Brill nachweisen.